# Джесика Кори
Джесика Кори (на английски: Jessica Khoury) е американска писателка на бестселъри в жанра паранормален трилър и фентъзи.

## Биография и творчество
Джесика Кори е родена в гр. Токоа, щ. Джорджия, САЩ на 7 февруари 1990 г. Има сирийско-шотландски произход. От малка обича да чете и да пише и мечтае да бъде писателка. Учи в държавно училище, а после по домашна образователна програма. Завършва колежа „Токоа Фолс“ с бакалавърска степен по английски език през 2010 г.
Първият ѝ фантастичен трилър „Произход“ от едноименната поредица е публикуван през 2012 г. Израснала в тайна лаборатория дълбоко в дъждовната гора на Амазония, главната героиня Пиа е от нова безсмъртна раса. В търсене на истината за произхода си тя бяга навън от комплекса и с помощта на Ейо, момче от близкото село, се впуска в опасни и красиви приключения. Книгата за желанието да живееш вечно става бестселър и я прави известна.
Джесика Кори живее със семейството си в Грийнвил, Южна Каролина.

## Произведения

### Самостоятелни романи
- Kalahari (2015)
- The Forbidden Wish (2016)

### Серия „Произход“ (Origin)
- Origin (2012)
Произход, изд.: ИК „Екслибрис“, София (2013), прев. Вида Делчева
- Vitro (2014)